# Steph Davis

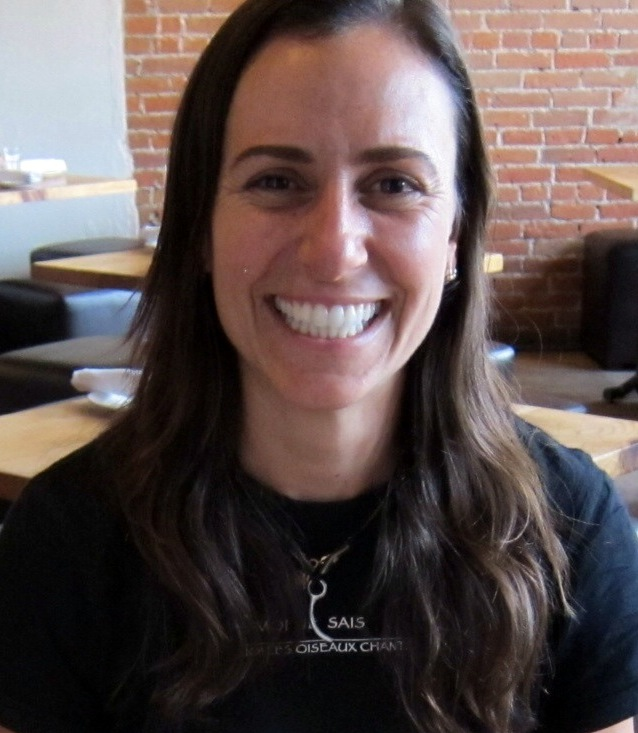
Steph Davis

Stephanie „Steph“ Davis (* 4. November 1973) ist eine amerikanische Alpinistin, Base-Jumperin und Wingsuit-Pilotin. Sie ist eine der führenden Kletterinnen der Welt, die über den ganzen Globus verteilt, einige der schwierigsten Routen gemacht hat. Sie kletterte free-solo bis zum Schwierigkeitsgrad 8+. Steph Davis ist die erste Frau, die alle Gipfel der Fitz-Roy-Kette in Patagonien bestieg, die zweite Frau, die frei und an einem Tag den El Capitan  durchstieg (Freerider), die erste Frau, die frei die Route Salathė am El Capitan kletterte, die erste Frau, die frei durch eine schwere Route durch den Diamond am Longs Peak in Colorado kletterte und die erste Frau, die den Torre Egger bestieg. Davis war mit den Kletterern und Base-jumpern Dean Potter und Mario Richard verheiratet, die beide beim Wingsuit-Fliegen starben. Ihr dritter Ehemann ist der Fallschirmsprunglehrer, Flieger und Base-jumper Ian Mitchard. Als Bloggerin schreibt sie über ihre Interessen in den Bereichen Klettern, Base-jumping, Yoga und Veganismus.

## Leben

### Kindheit
Davis wurde in Illinois geboren und wuchs in New Jersey und Columbia, Maryland, auf. Ihr Vater, Virgil, war Luftfahrtingenieur und ihre Mutter, Connie, Lehrerin. Davis beschreibt sich selbst als unsportliches Kind. Sie war eine sehr gute Schülerin und sehr musikalisch. Ab ihrem dritten Lebensjahr lernte sie nach der Suzuki-Methode Klavierspielen. Im Alter von 18 Jahre, übte sie täglich sechs Stunden Klavier und spielte außerdem Flöte und sang. In dem Dokumentarfilm A Perfect Circle sagte Davis, dass sie in den 15 Jahren Klavierspielen „Disziplin“ lernte und „wie man Dinge plant“. Ihre Selbstbeschreibung wurde von anderen bestätigt. In einem Porträt werden beispielsweise ihre größten Stärken eher mit „schierer Wille und eine kluge, methodische Arbeitsmoral“ beschrieben als mit „natürliches sportliches Talent und makellose Technik“.

### Ausbildung
1990 besuchte sie die University of Maryland, wo sie Englisch studierte. Im Frühjahr 1991 bot ihr ein Kommilitone an, sie zum Klettern mitzunehmen, und sie verliebte sich in diese Sportart. Nach diesem ersten Kletterausflug bezeichnete sie sich selbst als „erleuchtet“.  Da sie für das Klavierspiel nicht dieselbe Liebe empfand, hörte sie damit auf.  Sie sagte: „Das Klettern war vom ersten Tag an eine Herausforderung für mich, und ich glaube, darum hat es mich so gefesselt.“ In ihren Schulferien kletterte Davis unter anderem am Longs Peak und boulderte in den Hueco Tanks.
Klettern wurde für sie so wichtig, dass sie für ein Jahr nach Colorado zog, um als Austauschstudentin an die Colorado State University (CSU) zu studieren. Nach ihrem Bachelor an der University of Maryland zog sie wieder nach Colorado, wo sie mit dem Master in Englisch an der CSU ihr Studium abschloss. In ihrer Abschlussarbeit befasste sie sich mit der Frage „wie die Realität für jeden der extreme Situationen erlebt, so unterschiedlich sein kann“. Sie erwog in Englisch zu promovieren, entschied sich aber dagegen. Nach einem kurzen Versuch eines Jura Studiums entschied sie sich, ihrer Leidenschaft für das Klettern nachzugehen.

### Privatleben
In den sieben Jahren nach ihrem College-Abschluss lebte Davis in ihrem Auto, das anfangs der Oldsmobile Cutlass Ciera ihrer Großmutter war. Auf dem Rücksitz des Autos baute sie sich sogar ein Bett ein. Sie besuchte verschiedene Klettergebiete, arbeitete als Fremdenführerin und Kellnerin, und verdiente nur etwa 6.000 US-Dollar im Jahr. Während ihrer Reisen las sie Romane von Gabriel García Márquez, eine Autobiografie von Kirstie Alley und in Originalsprache französische Kurzgeschichten. Zu ihren Lieblingsautoren gehören T.C. Boyle, Victor Villaseñor und Rumi. Zu ihren Kletteridolen gehört Layton Kor. Steph Davis lernte im Herbst 1994 Dean Potter beim Klettern am Longs Peak in Colorado kennen. Er hatte 1992 sein Studium an der University of New Hampshire abgebrochen und lebte in seinem Volkswagen Jetta, um ganz dem Klettern nachgehen zu können. Die beiden lebten in ihren Autos und versuchten, Sponsoren zu finden.
1995 wurden Davis und Potter Einwohner von Moab, Utah, indem sie einen Platz in einer Lagerhalle und einen Bibliotheksausweis erwarben. Obwohl Davis nie richtig in Moab lebte, baute sie ein Mobilheim (engl. double wide trailer) in ein kleines Häuschen um, das sie mit einem Klavier ausstattete. Nach einer kurzen Trennung im Jahr 2001 heirateten Davis und Potter im Juni 2002. Obwohl sie verheiratet waren, hielten sich die beiden aufgrund ihrer Kletterprojekte nur selten zur gleichen Zeit am gleichen Ort auf. Im Jahr 2006 endete die Ehe zwischen Davis und Potter, nachdem Potter den Delicate Arch im Arches-Nationalpark bestiegen hatte. Diese umstrittene Besteigung führte zu einem öffentlichen Aufschrei, und es gab viel Kritik an ihm, weil er „ein so verehrtes Wahrzeichen“ bestiegen hatte. Die Besteigung führte schließlich auch zum Verlust der Sponsorengelder von Davis, d. h. zum Verlust ihrer finanziellen Stabilität. Potter starb am 16. Mai 2015 bei einem Base-Jump Unfall.
Im Jahr 2011 heiratete Davis den Base-jumper Mario Richard in der Parriott Mesa, einem Tafelberg  in der Nähe von Moab. Nach der Zeremonie sprangen sie von der Mesa und landeten mit dem Fallschirm im Tal. Richard starb am 18. August 2013 bei einem Wingsuit-Unfall.
Davis heiratete 2018 Ian Mitchard, einen Fallschirmsprunglehrer, Wingsuit-Pilot und Base-jumper.
Davis praktiziert auch Yoga und ist eine überzeugte Veganerin. Sie hält Massentierhaltung für „verabscheuungswürdig“ und bekräftigte, dass „niemand auch nur einen weiteren Penny seines Geldes in die Aufrechterhaltung derselben stecken sollte“.

## Kletterkarriere
Davis wurde aufgrund ihrer Erfolge im Klettern immer bekannter. Durch Sponsorenverträge großer Unternehmen wie Patagonia, Five Ten, Clif Bar und Black Diamond Equipment konnte sie ihren Lebensunterhalt nun besser bestreiten. Patagonia  stellte 1998 Davis als erste weibliche „Kletterbotschafterin “ein, was ihr durch Werbung ein Einkommen und kostenlose Ausrüstung einbrachte. Die Tätigkeit als bezahlte Promoterin bedeutete aber, dass Davis ihre Vorstellungen vom Klettern anpassen musste. „Um eine professionelle Kletterin zu sein, muss man sich selbst verkaufen und alle davon überzeugen, dass man die „Beste“ ist. Aber ich glaube nicht, dass es eine „Beste“ gibt“.

### El Capitan, Freerider

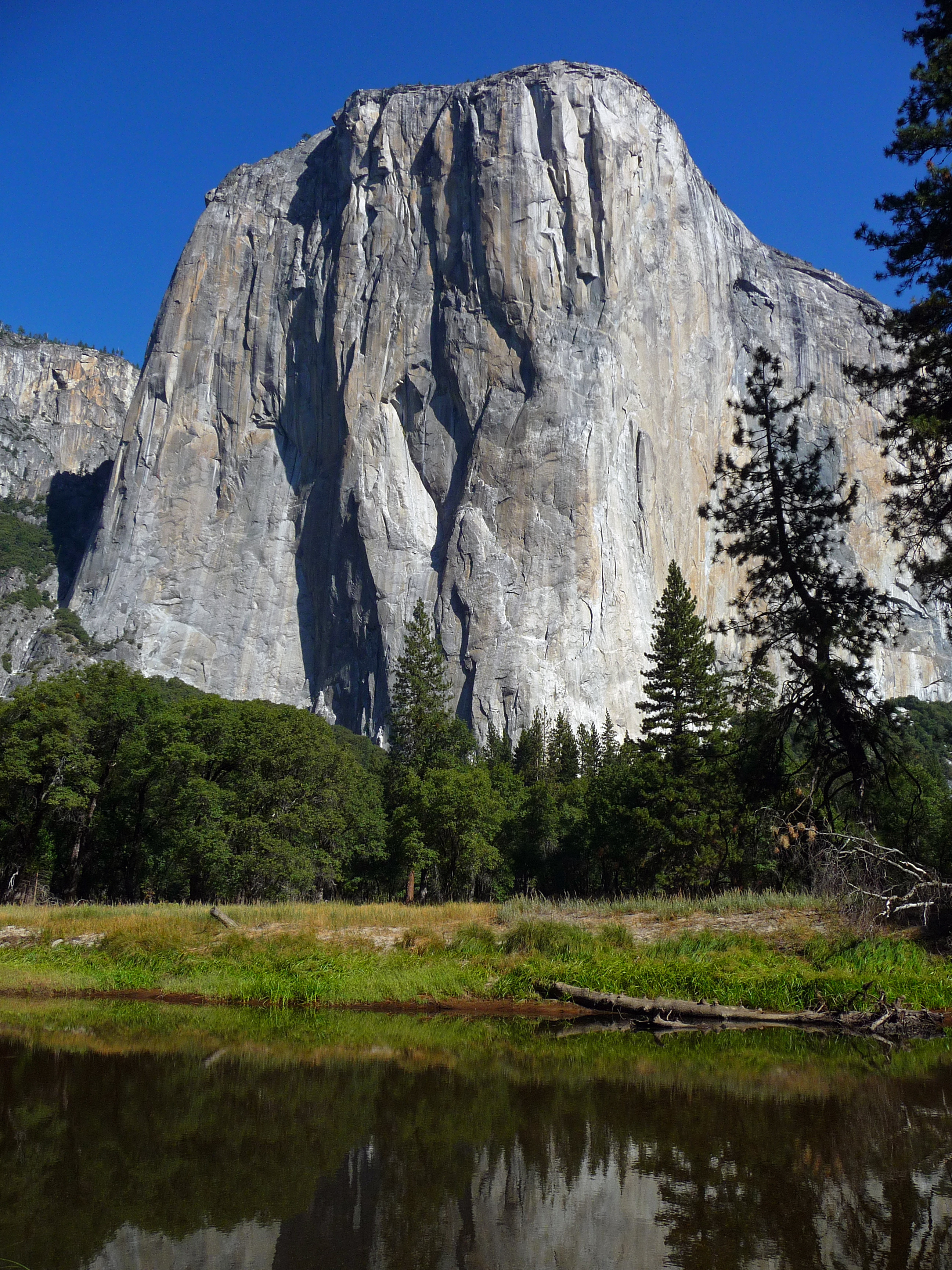
Westwand des El Capitan, Yosemite-Nationalpark

Im Jahr 2004 begann Davis an der Route Freerider zu arbeiten (9+ nach der UIAA-Skala), einer 38 Seillängen langen Route am El Capitan.  Sie wollte die Route frei klettern, d. h. nur mit den felsgegebenen Tritten und Griffen. Um dies in einem Zug zu erreichen, musste sie die Route in- und auswendig kennen, also übte sie ausgiebig in der Route. Zwei- bis dreimal pro Woche wanderte sie 10 Meilen zum Gipfelplateau des El Capitan, seilte sich zu den unteren Teilen der Route ab und kletterte rope-solo wieder hinauf. Potter sicherte sie bei ihrem eigentlichen Freikletter-Versuch im April 2004. Nach einer zermürbenden viertägigen Kletterei war sie die erste Frau, die die Route frei kletterte. Im Mai war sie mit Heinz Zak als Seilpartner nochmals im Freerider und durchstieg die Route frei in nur einem Tag. Nach Lynn Hill ist sie die zweite Frau, die den El Capitan in einen Tag frei klettern konnte.

### El Capitan, Salathé
Ein Jahr später, 1995, begann Davis, die Route Salathé am El Capitan zu projektieren. Die Route ist nach UIAA mit der Schwierigkeit 10 bewertet, hat 35 Seillängen und ist etwa 1000 m lang. Sie arbeitete den ganzen September über an der Route und lernte jeden Zentimeter kennen. Sie gewann Cybele Blood als Seilpartnerin, die für die Sicherungsarbeit verantwortlich war.
Davis plante fünf Tage für die freie Begehung der Route und hatte für diese Zeit Wasser und Lebensmittel entlang der Route deponiert. Davis trug nur leichte Kletterschuhe, eine Kletterhose, lange Unterwäsche und eine leichte Windjacke. Ansonsten hatte sie nur Kletterausrüstung, einen leichten Schlafsack und eine tragbare Espressomaschine dabei. Schlechtes Wetter, viele Kletterer in der Route und die schwierige Kletterei führten dazu, dass die Begehung elf Tage dauerte. Als die Vorräte zur Neige gingen, kletterte Davis unter Benützung aller technischer Hilfsmittel rasch zum Ausstieg der Route, holte Wasser und kehrte sofort in die Route zurück, um den freien Aufstieg fortzusetzen. Im Oktober 2005, war sie die erste Frau, die die Salathé am El Capitan frei kletterte. Für Davis ging mit dieser Kletterei ein Traum in Erfüllung, und hinterher sagte sie: „Ich muss mir selbst und anderen nichts mehr beweisen“.

### Patagonien, Cerro Torre Gruppe

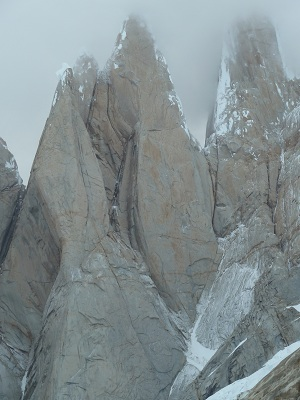
Westwand des Torre Egger in Patagonien

Im Winter 2005 besuchte Steph Davis die Cerro Torre Gruppe in Patagonien. Als Davis in Patagonien ankam, hatte sich Dean Potter bereits gut eingerichtet und sie bestiegen gemeinsam den Torre Standhardt über eine möglicherweise neue Route in der Ostwand.
Als Nächstes versuchten sie eine Route am Torre Egger zu klettern, mussten aber eine halbe Seillänge vor dem Gipfel umkehren. Wegen der Wärme schmolz der Gipfel-Eispilz, was die Fortsetzung der Route gefährlich gemacht hätte. Als es wieder kälter wurde, kletterte das Paar im Dezember 2015 auf der Ostseite des Torre Egger die Route Titanic, wofür sie 23 Stunden benötigten. Dies war die erste Besteigung des Torre Egger durch eine Frau und möglicherweise auch die erste Besteigung des Gipfels an einem Tag.
Potter und Davis kletterten dann über die Bridwell-Staszewski-Route auf den Ostpfeiler des El Mocho. Von dort machte Potter einen Base-jump und erreichte den Gletscher in einer Minute. Seine Frau musste alleine vom Gipfel abseilen.

### Free-solo-Begehungen

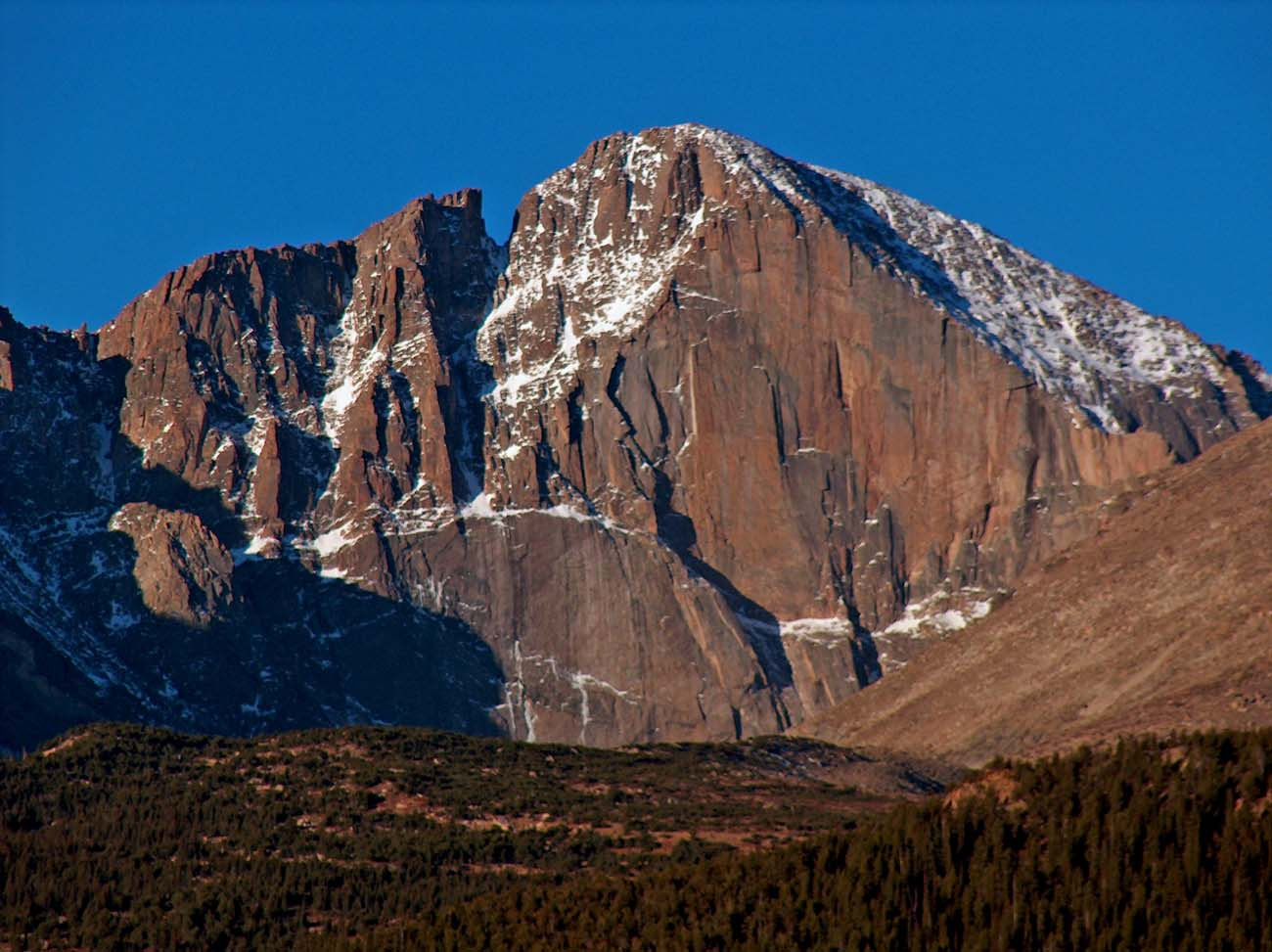
Die dreieckige Granitwand des Diamond am Longs Peak

Davis hat sich auf Free-Solo Klettern spezialisiert und ist „eine der erfahrensten Free-Solo KlettererInnen der Welt“. Beim Free-Solo-Klettern verlässt man sich nur auf sich selbst und sein Können und benutzt keine Sicherungsmittel wie Seile und keine künstlichen Fortbewegungsmittel wie Haken. Davis sagte, dass es ihr beim Free-Solo Klettern nicht um den „tödlichen Kick“ gehe, sondern eher um das Gefühl der „Kontrolle“.
Die Ostwand des Longs Peak in Colorado wird The Diamond genannt, welche das erste alpine Ziel von Steph Davis war. Sie ist das „berühmteste alpine Kletterziel“ in Colorado. Der Diamond ist eine 350 m hohe, senkrechte bis überhängende, von Rissen durchzogene Granitwand, deren Gipfel auf 4346 m liegt. Nach ihrer ersten Erfahrung dort im Alter von 24 Jahren, kehrte sie in den Sommermonaten häufig an den Diamond zurück. Am 7. Juli 2007 begann sie mit der free-solo Begehung der Kiener's Route (UIAA 4) und arbeitete sich dann zu schwierigeren Routen vor. Am 14. Juli kletterte sie die Casual Route (6+ – 7) free-solo.
Am 3. September 2007 kletterte Davis free-solo die noch schwierigere Route Pervertical Sanctuary (7+/8-). Um beste Bedingungen zu haben und sicherzugehen, dass sie nicht von anderen Kletterern gestört wird, schlief Davis unterhalb der Ostwand und begann um 4:15 Uhr mit dem Aufstieg. In einem Interview nach der Besteigung sagte Davis, dass sie eine sehr gute Risskletterin sei und positives Denken sowie leichtes Gepäck ausschlaggebend für ihren Erfolg waren. Davis ist die erste Frau, die diese Route free-solo kletterte, und nach Derek Hersey die zweite Person überhaupt. Sie wiederholte die Route free-solo am 13. September, wobei Peter Mortimer sie filmte.
Am 4. Mai 2008 kletterte Davis die Nordwand (8+) des Castleton Tower free-solo, eine berühmte Felsformation im Castle Valley, Utah. Nach der Tour kehrte sie durch einen Base-jump ins Tal zurück. Sie bezeichnete die Kombination „Free-solo im Aufstieg, Base-jump als Abstieg“ als den „sauberst möglichen Stil“. Als Vorbereitung kletterte sie die Route mehrmals im April. Da die Höhe des Gipfels recht niedrig ist, wartete sie dann auf perfekte Wetterbedingungen für den Base-jump. Am 4. Mai stimmten das Wetter und Davis' mentaler Zustand. Sie war bereit, in die Route einzusteigen. Beim Klettern trat sie versehentlich auf den Bund eines Hosenbeins, das sie wegen der kühlen Temperaturen ausnahmsweise nicht aufgerollt hatte, und rutschte aus. Dank guter Griffe an dieser Stelle stürzte sie nicht ab. Der Aufstieg wurde von einem engen Freund, Jim Hurst, gefilmt. Davis hatte sich in der Vergangenheit immer geweigert, ihre free-solo Begehungen filmen zu lassen. Nur weil sie Jim Hurst schon so lange kenne, und er wisse, wie sie klettere, habe sie ihn filmen lassen. Während der Dreharbeiten gab es keine Kommunikation zwischen den beiden.

### Expeditionsbergsteigerin

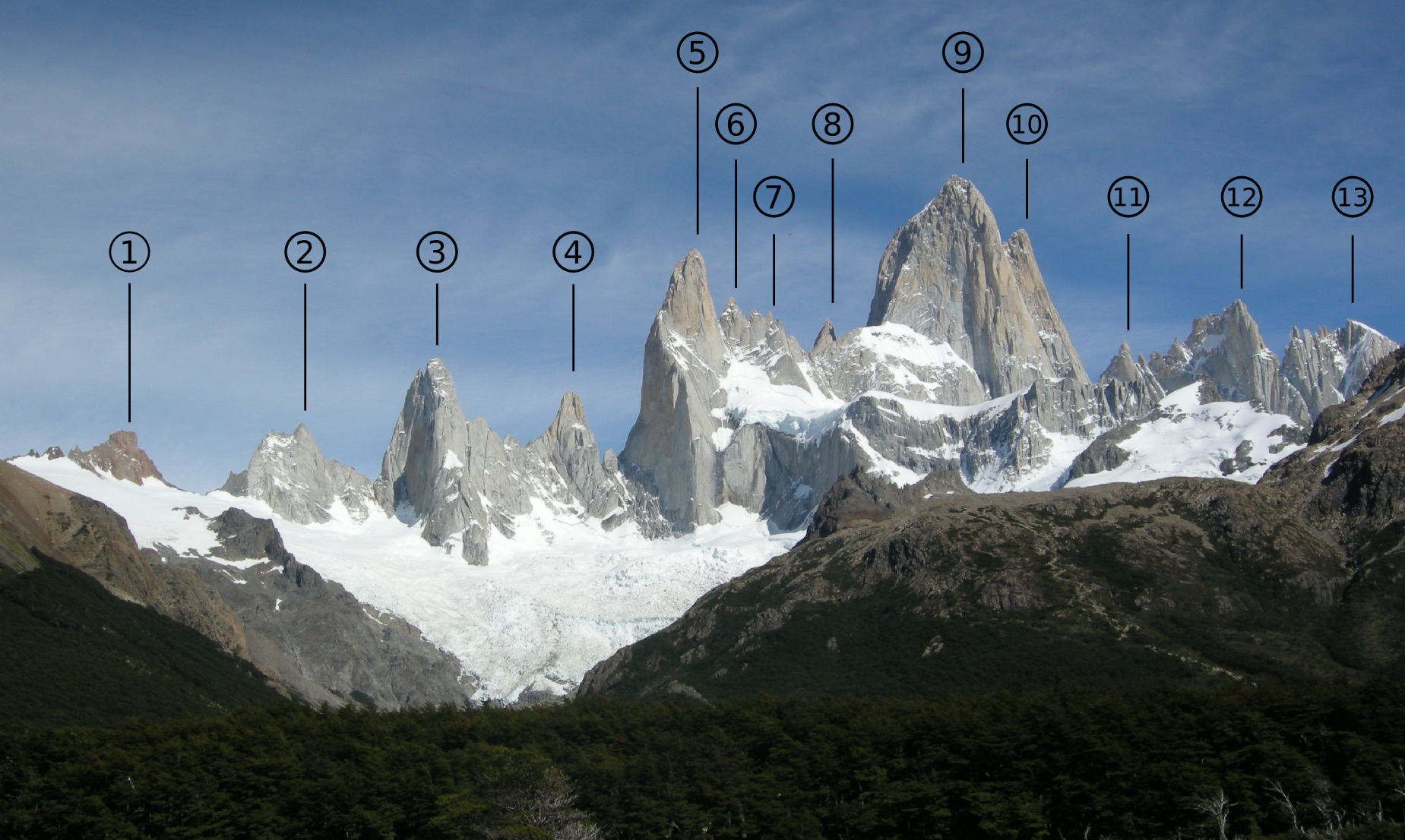
Ostwände der Fitz Roy Gruppe

Davis hat erfolgreich an internationalen Expeditionen teilgenommen, um neue Routen im Alpinen– und Bigwall-Stil zu erschließen, oder Solo zu klettern. Sie war unter anderem in Pakistan, Kirgisistan, Baffin Island, Argentinien und Patagonien. Davis war die erste Amerikanerin, die den Fitz-Roy-Gipfel in Patagonien und alle sieben Hauptgipfel der Fitz Roy-Gruppe bestiegen hat.
Davis wurde durch Fotos der Trango Towers und dem Shipton Spire inspiriert, im Karakorum zu klettern. Davis begann ihre Karriere als Expeditionsbergsteigerin 1998 mit der Begehung der Route Inshallah (VI, 9, A1) mit Kennan Harvey und Seth Shaw, die sich in der Südostwand des Shipton Spire befindet. Mit dieser Route wurden die Grenzen des Freikletterns in einer höhenbergsteigerischen Umgebung verschoben. Im Jahr 2000 kehrte Davis zurück in das Kondus-Tal in Pakistan. Mit Jimmy Chin, Brady Robinson und Dave Anderson gelang ihr die Erstbesteigung des Tahir Towers, einem bis dahin unbekannten Gipfel, über die Route All Quiet on the Eastern Front (VI, 8, A3). Lizzy Scully wies darauf hin, dass in den 1990er Jahren immer mehr Frauen nicht nur im Karakorum kletterten, sondern auch darüber schrieben, darunter auch Davis. Davis stehe damit in der Tradition der ersten professionellen Bergsteigerin Fanny Bullock Workman.

## Base-jumperin

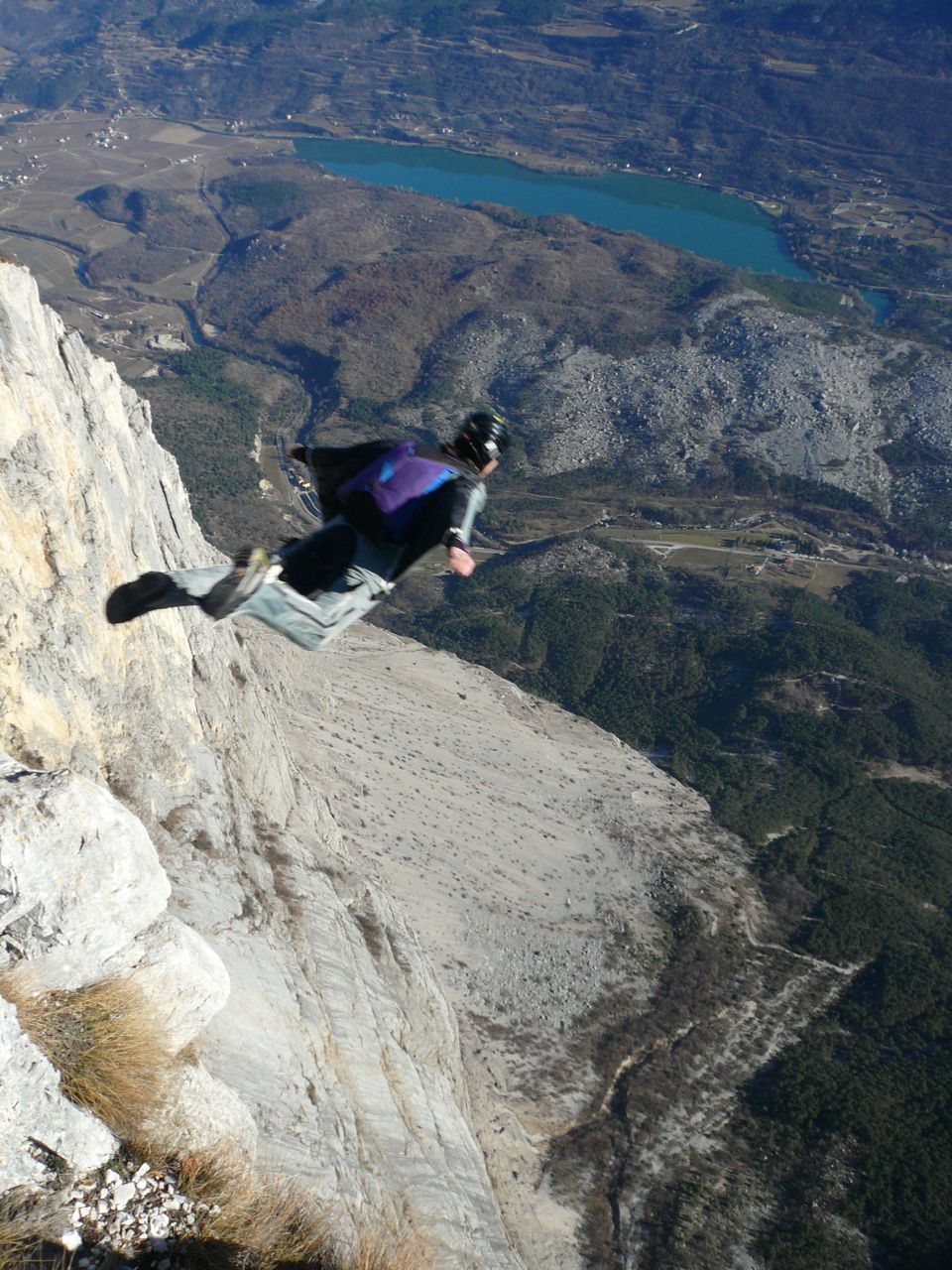
Steph Davis mit Wingsuit am Monte Brento, Sarcatal, Italien

Davis begann 2007 mit dem Fallschirmspringen. Da es in ihrem Wohnort Moab keine Möglichkeiten zum Fallschirmspringen gab, musste sie Base-jumpen lernen. Wegen Unfällen bei ihren extremen Sportarten verstauchte und zertrümmerte  sie im Winter 2007 einen Knöchel, verstauchte ein Knie und musste mit sieben Stichen am Oberschenkel genäht werden. Das Base-jumpen brachte sie dazu sich mit dem Fallen vertraut zu machen, Angst zu haben und auf Angst mit bewusstem Handeln statt mit Zögern zu reagieren. Im Januar 2014 gab Davis an, jeden Tag oder jeden zweiten Tag einen Base-jump zu versuchen, und schätzt, dass sie 300 Mal pro Jahr sprang.

## Moab BASE Adventures
Im Jahr 2011 gründeten Davis und ihr Ehemann und Base-jumper Mario Richard das Unternehmen Moab BASE Adventures. Das Unternehmen bot geführte Wanderungen und Klettertouren, Base-jumps mit Richard sowie Kurse und Schulungen für Frauen an.  Davis wollte Frauen die Möglichkeit schaffen, ihre Base-Jumping-Karriere selbst in die Hand zu nehmen, und nicht von jemandem abhängig zu sein.
Das Projekt endete, als Richard am 18. August 2013 beim Wingsuit-Fliegen am Sass Pordoi in den Dolomiten ums Leben kam. Davis war kurz vor ihm erfolgreich gesprungen, aber Richard prallte gegen die Felswand und starb.

## Buchautorin
Davis' Buch High Infatuation: A Climber's Guide to Love and Gravity, ist in mehrere Sprachen übersetzt worden. Darin stellt sie laut Michael Robinson, Geschichtsprofessor mit Spezialisierung auf Erkundung und Abenteuer, „schwierige Fragen über das risikoreiche Klettern und untersucht ihre eigenen Motive, persönliche Beziehungen und die breitere Bedeutung ihres Lebenswerks“. Davis selbst beschrieb das Buch als „eine Art fortlaufendes Sammelsurium dessen, was es bedeutet, diesen Lebensstil zu leben“.
Nach vier Jahren Arbeit an dem Projekt veröffentlichte Davis im März 2013 das Buch Learning to Fly: An Uncommon Memoir of Human Flight, Unexpected Love, and One Amazing Dog. Sie schrieb das Buch nach ihrer schwierigen Trennung von Dean Potter. Es handelt davon, wie sie sich vom Verlust ihres Partners und ihrer finanziellen Stabilität erholte und ihre sich entwickelnde Liebe zum Fallschirmspringen nutzte, um ihre Angst vor dem Fallen zu überwinden. Das Buch wird als „fesselnd “beschrieben und ist „eine Geschichte des persönlichen Wachstums“. Sie hatte beim Free-Solo Klettern, Base-jumping und Fallschirmspringen viel Angst überwunden und war der Meinung, dass sie den Menschen Ratschläge zum Umgang mit Angst im Allgemeinen geben könnte. In einem Interview sagte sie: „Ein großer Teil des Grundes, warum ich das Buch schreiben wollte, ist, dass die meisten Menschen solche Erfahrungen wie meine Angst beim Klettern gemacht haben oder machen werden, sei es in einer Beziehung oder in der Karriere oder was auch immer. ... Im Leben geht es um Veränderung. Habt keine Angst“.

## Wichtige Begehungen von Kletterrouten

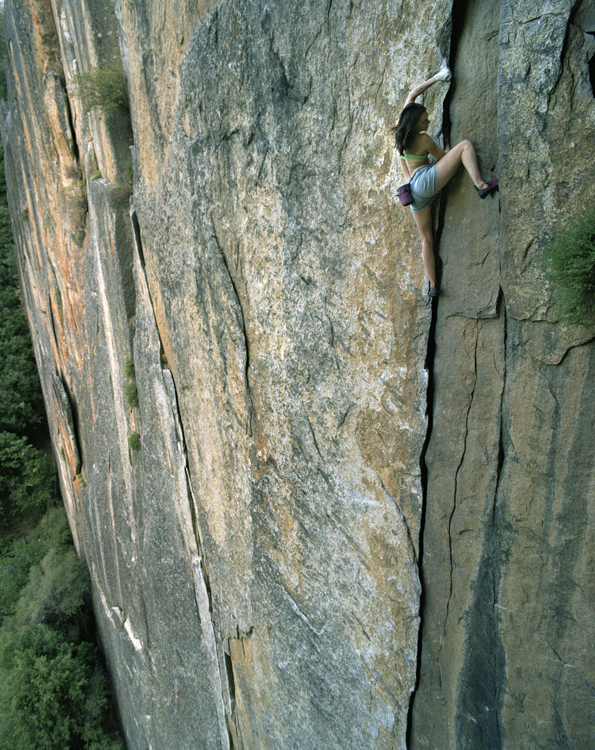
Davis free solo in Outer Limits, Yosemite, 2002

- 1996, Obelisk IV 5.11, The Diamond, Longs Peak, Colorado – Erste reine Frauenbegehung mit Elaine Lee.[37]
- 1996, Tricks are for Kids 5.13a/b, Indian Creek, Moab, Utah – Erste Frauenbegehung.[37]
- 1997, French Route 5.12a, Peak 3850, Ak-Su Tal, Kirgisistan – Erste freie Begehung mit Kennan Harvey.[37]
- 1997, Big Yellow Moon V 5.12, Peak 3850, Kirgisistan – Erste freie Begehung mit Kennan Harvey.
- 1998, Inshallah VI 5.12 A1, Shipton Spire, Pakistan – Dritte Begehung des Shipton Spire, neue Route frei geklettert außer einer 3 m Platte, mit Kennan Harvey und Seth Shaw.[37]
- 1999, Zen and the Art of Leadership VI 5.11 A4, Jushua Tower, Gibbs Fjord, Baffin Island – Neue Route mit Russ Mitrovich and Brandon Kannier.[37]
- 2000, All Quiet on the Eastern Front VI 5.11 A3, Tahir Tower, Kondus Tal, Pakistan – Neue Route und Erstbesteigung des Gipfels, mit Jimmy Chin, Brady Robinson und Dave Anderson.[37]
- 2000, Chouinard-Herbert V 5.11+, Sentinel Rock, Yosemite – Erste freie Begehung mit Kenny Yaeger.[37]
- 2000, Zodiac, El Capitan, Yosemite – Mit Beth Cost, erste Begehung des El Cap einer querschnittsgelähmten Frau.[37]
- 2001, The Potter-Davis Route V 5.11 C1 WI4, Nordwand des Aguja Poincenot, Fitz Roy Gruppe, Patagonien – Neue Route.[37]
- 2002, Red Pillar 5.10 A1, Aguja Mermoz – mit Isaac Cortez. Erste Frauenbegehung aller 7 Hauptgipfel des Fitz Roy massivs.[37]
- 2002, The Epitaph 5.13b, Tombstone, Utah – Erste freie Begehung mit Dean Potter (Für diese Leistung erhielten beide im Jahr 2003 den Golden Piton Award in der Kategorie Rissklettern.)[38]
- 2004, Freerider VI 5.12.d/13a, El Capitan, Yosemite – Erste Frauenbegehung, dritte Frau die El Cap frei kletterte, erste freie Begehung an einem Tag.[37]
- 2004, The Crackhouse, Moab, Utah – Erste Frauenbegehung.
- 2005, The Tombstone 5.13, Moab, Utah – Erste freie Begehung im Team mit Dean Potter.[39]
- 2005, Salathé VI 5.13 b/c, El Capitan, Yosemite – Erste freie Frauenbegehung. 10. Person die diese Route frei kletterte.[37]
- 2005, Titanic ED 6+/A2, 1000m, Torre Egger, Patagonien – Erste Begehung des Berges an einem Tag mit Dean Potter. Erste Frau auf dem Gipfel.[37]
- 2008, Concepcion 5.13b/c, Moab, Utah – Dritte freie Begehung der Route, erste freie Frauenbegehung.[32]

## Solo-Begehungen
- 1997, A Thousand Years of Russian Christianity V 5.12, Peak 4520, Kirgisistan – Rope-solo.[37]
- 1999, Coyne Crack 5.11+, Indian Creek, Moab, Utah – Erste freie Begehung.[37]
- 1999, Scarface 5.11, Indian Creek, Moab, Utah – Free-solo Begehung.[37]
- 2007, Casual Route 5.10 The Diamond, Longs Peak, Colorado – Free solo Begehung.[37]
- 2007, Pervertical Sanctuary 5.10+/5.11a The Diamond, Longs Peak, Colorado – Free solo Begehung.[37]
- 2008, Nordwand, Castleton Tower 5.11, Moab, Utah – Free solo Begehung, Abstieg durch Base-jump.[23]

## Ehrungen
2003, Für die erste freie Begehung der Route The Epitaph am Tombstone, Utah, erhielten Davis und Potter den Golden Piton Award in der Kategorie Rissklettern.